# Pyronia bathseba
Pyronia bathseba, de nombre común lobito de banda blanca, es una mariposa de la familia Nymphalidae. Habita en la península ibérica, sureste de Francia, Marruecos, Argelia y Túnez.

## Hábitat
Se la puede ver revoloteando en laderas, zonas abruptas y arbustivas. Sus orugas se alimentan de gramíneas, particularmente del género Brachypodium.

## Aspecto
Tiene el anverso anaranjado con borde marginal marrón bastante ancho y un gran ocelo en el ápice de doble pupila blanca. Presenta ocelos menores en el ala posterior. El macho presenta un marcado androconio. El reverso es marrón oscuro en la base, con ancha banda posdiscal blanco-amarilla seguida de cinco ocelos negros de pupila blanca rodeados de amarillo.
Especies similares son Pyronia tithonus, con pequeños ocelos en el reverso y sin ellos en el anverso del ala posterior y que habita en el norte de Europa, y Pyronia cecilia, sin ocelos en las alas posteriores.

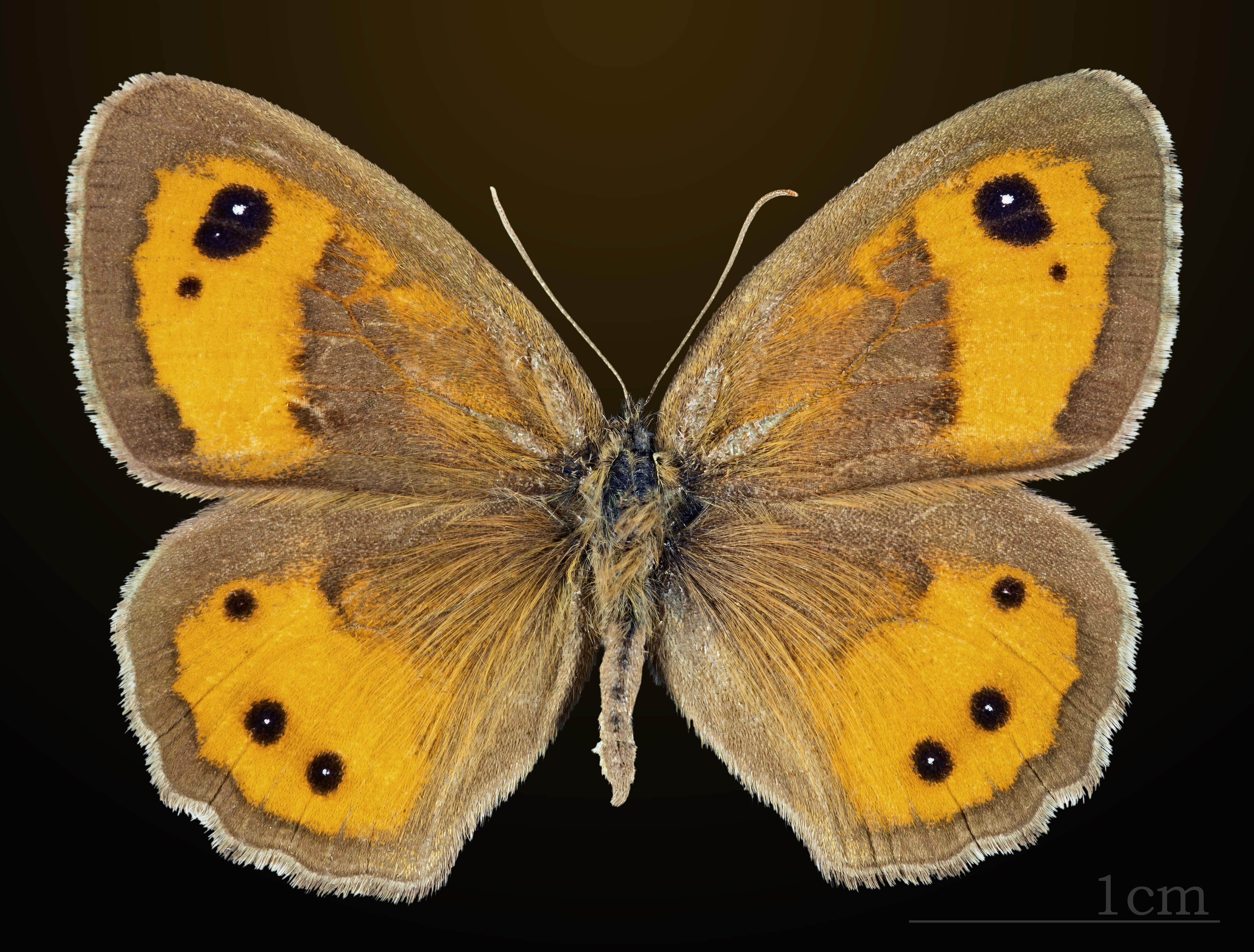
Pyronia bathseba ♂
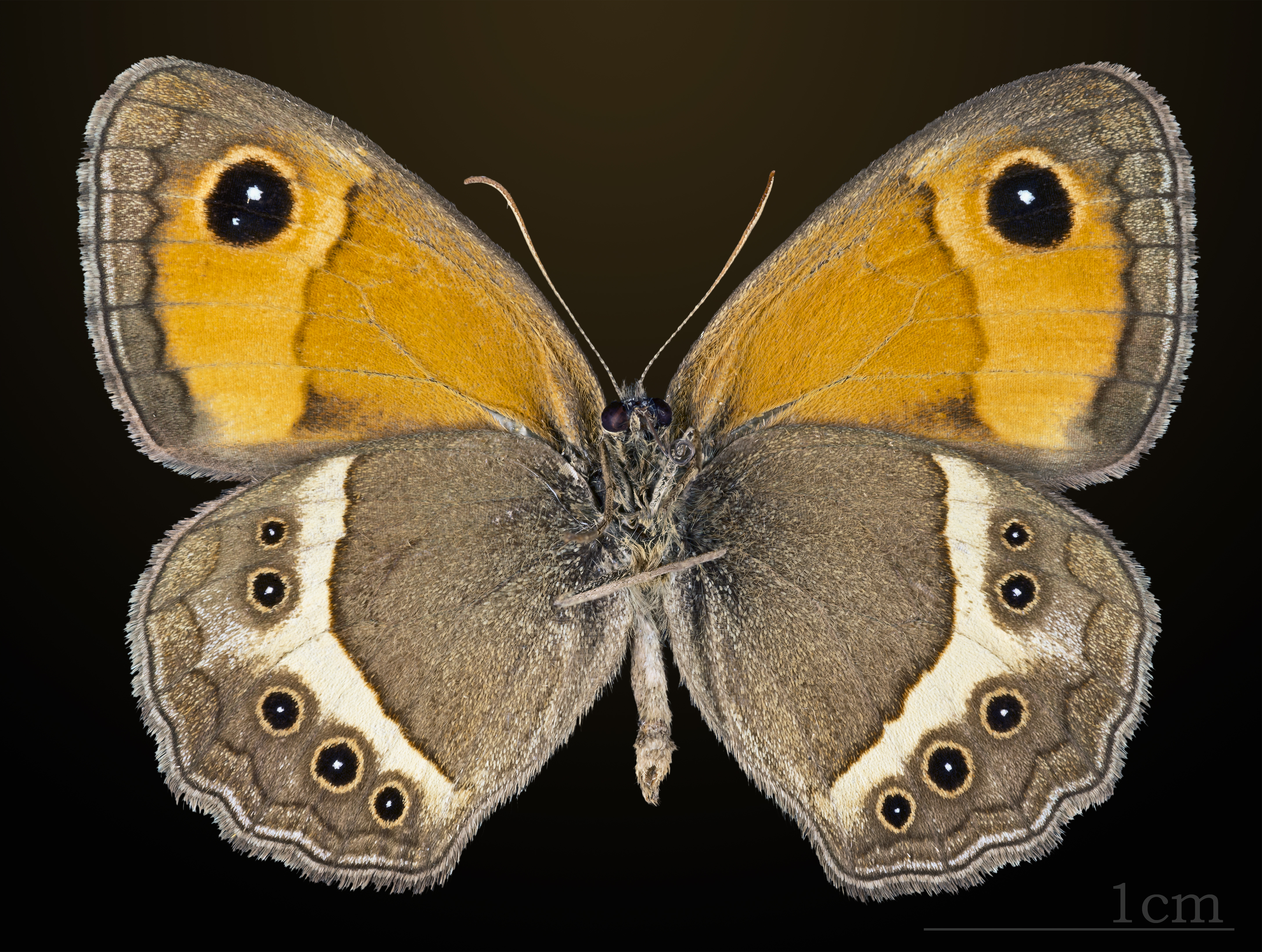
Pyronia bathseba ♂ △
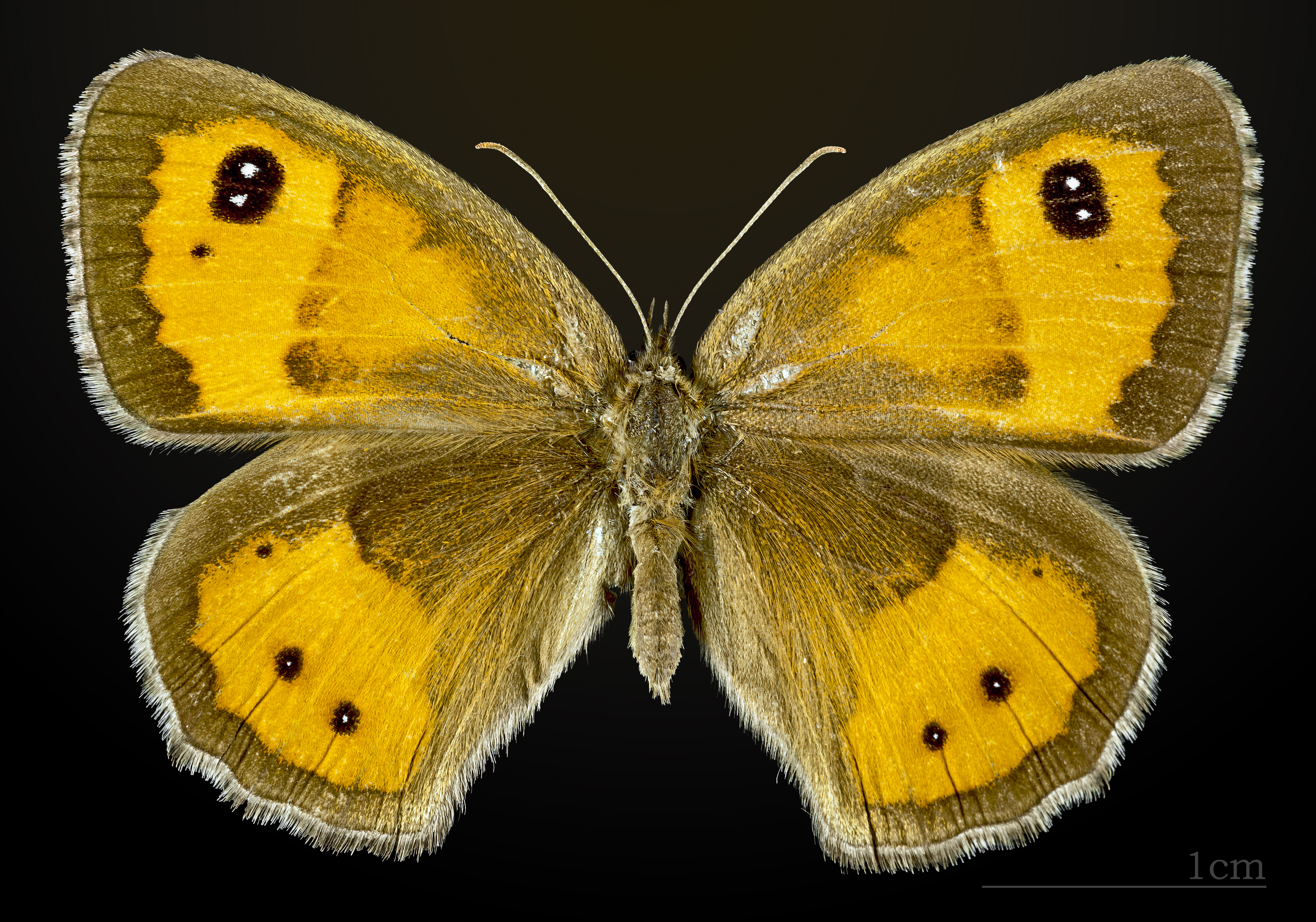
Pyronia bathseba ♀
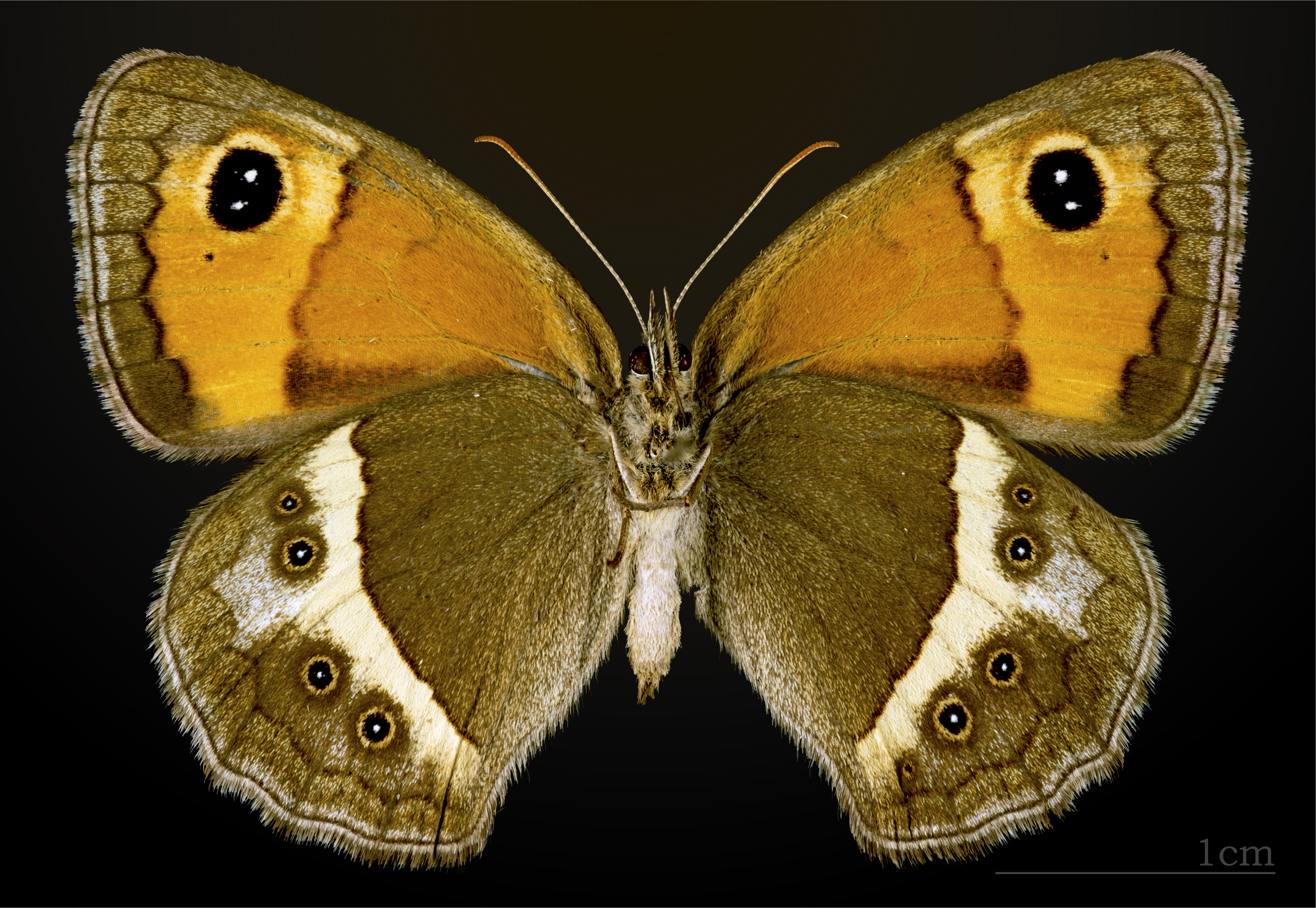
Pyronia bathseba ♀ △

## Tamaño
Tiene una envergadura alar de 36 a 38 mm. Vuela de mayo a julio, dependiendo de la localización.

## Ciclo vital
Las larvas se alimentan de plantas gramíneas, principalmente de la especie Brachypodium.